# Moiazza
Der Monte Moiazza ist ein 2727 m s.l.m. hoher Berg in der Civettagruppe der Dolomiten. Der Berg liegt südöstlich des Monte-Civetta-Gipfels, östlich des Val Corpassa und nordwestlich des Passo Duran.
Der Moiazza besteht aus einem Kamm mit zwei Hauptgipfeln: Moiazza Nord (2865 m s.l.m.) und Moiazza Sud (2878 m s.l.m.).
Der Süd-Gipfel kann über einen der anspruchsvollsten Klettersteige in den Dolomiten – den Via ferrata (Gianni) Costantini mit der Schwierigkeit D – bestiegen werden. Nahe dem Gipfel – in der Forcella della Nevere – befindet sich das Grisetti-Notbiwak. Das Moizza-Massiv bietet viele Kletterrouten in verschiedenen Schwierigkeiten.

## Touristische Erschließung
- Rifugio Carestiato (1834 m s.l.m., CAI) – im Südosten gelegen

## Karten
- Tabacco-Karte Blatt 015, 1:25.000, Marmolada – Pelmo – Civetta – Moiazza, ISBN 978-88-8315-158-3
- Tabacco-Karte Blatt 025, 1:25.000, Dolomiti di Zoldo – Cadorine e Agordine, ISBN 978-88-8315-025-8
- Kompass Wanderkarte Blatt 77, 1:50.000, Alpi Bellunesi, ISBN 978-3-85026-415-0
- Kompass Wanderkarte Blatt 55, 1:50.000, Cortina d’Ampezzo, ISBN 978-3-99121-592-9